# 11753 Geoffburbidge
11753 Geoffburbidge (2064 P-L) là một tiểu hành tinh vành đai chính.